# Празновски, Оливер
О́ливер Празно́вски (словац. Oliver Práznovský; род. 15 февраля 1991, Братислава, Чехословакия) — словацкий футболист, защитник.

## Клубная карьера
Празновски является воспитанником клуба «Интер» из Братиславы. Так и не дебютировав в основном составе этого клуба, он в 2009 году перешёл в «Жилину», где сезон отыграл за молодёжную команду. В сезоне 2010/2011 Празновски играл за клуб «Римавска-Собота» в первой лиге Словакии на правах аренды.
Летом 2011 года Празновски перешёл из «Жилины» в «Ружомберок». 15 октября 2011 года он дебютировал в чемпионате Словакии, выйдя в стартовом составе на матч с «ВиОном». В сезоне 2011/2012 Празновски ещё лишь раз сыграл в чемпионате за «Ружомберок», но в следующем сезоне стал основным игроком команды и провёл 31 матч. В следующих двух сезонах из-за частых смен на посту главного тренера клуба он играл нерегулярно.
9 сентября 2015 года Празновски на правах свободного агента заключил контракт с польским клубом «Катовице». Соглашение было рассчитано на год и предусматривало возможность продления ещё на один. 25 сентября 2015 года Оливер дебютировал в Первой лиге Польши, сыграв в матче с клубом «Розвой». В том матче он отметился первым забитым голом за «Катовице». Всего в польском кубе Празновски провёл два сезона, был игроком основного состава.
В июле 2017 года Празновски пополнил состав владивостокского клуба «Луч-Энергия». 14 августа он дебютировал в первенстве ФНЛ, выйдя в стартом составе на матч с «Сибирью». Всего в первенстве ФНЛ Празновски сыграл девять матчей, отличился одним забитым голом. В зимний перерыв он покинул клуб, по словам главного тренера Александра Григоряна, «не соответствовал требованиям».
В феврале 2018 года Празновски в статусе свободного агента перешёл в словацкий клуб «Сеница».
В июле 2018 года Празновски заключил контракт с армянским клубом «Алашкерт», став одним из пяти новичков команды. 10 июля он вышел в стартовом составе на матч квалификации Лиги чемпионов против шотландского «Селтика». В конце августа, после вылета клуба из еврокубков, президент «Алашкерт» решил расторгнуть контракт с Оливером. Уже 11 сентября Празновски заключил контракт со словацким клубом «ВиОн».
В августе 2019 года Празновски вернулся в Польшу, заключив годичный контракт с клубом Первой лиги «Хробры Глогув».

## Выступления за сборную
В 2009 году Празновски выступал за сборную Словакии среди игроков до 19 лет. Он сыграл три матча в отборочном турнире к юношескому чемпионат Европы 2010 года. В 2010 и 2011 годах Оливер сыграл по одному товарищескому матчу за молодёжную сборную Словакии.

## Достижения
- Серебряный призёр Первой лиги Словакии: 2010/11

## Статистика выступлений
| Выступление      | Выступление      | Выступление      | Лига | Лига | Кубок | Кубок | Еврокубки | Еврокубки | Итого | Итого |
| Клуб             | Лига             | Сезон            | Игры | Голы | Игры  | Голы  | Игры      | Голы      | Игры  | Голы  |
| ---------------- | ---------------- | ---------------- | ---- | ---- | ----- | ----- | --------- | --------- | ----- | ----- |
| Ружомберок       | I                | 2011/12          | 2    | 0    | —     | —     | —         | —         | 2     | 0     |
| Ружомберок       | I                | 2012/13          | 31   | 1    | 3     | 0     | —         | —         | 34    | 1     |
| Ружомберок       | I                | 2013/14          | 6    | 0    | —     | —     | —         | —         | 6     | 0     |
| Ружомберок       | I                | 2014/15          | 24   | 1    | —     | —     | —         | —         | 24    | 1     |
| Ружомберок       | Итого            | Итого            | 63   | 2    | 3     | 0     | —         | —         | 66    | 2     |
| Катовице         | II               | 2015/16          | 17   | 3    | 1     | 0     | —         | —         | 18    | 3     |
| Катовице         | II               | 2016/17          | 26   | 1    | 1     | 0     | —         | —         | 27    | 1     |
| Катовице         | Итого            | Итого            | 43   | 4    | 2     | 0     | —         | —         | 45    | 4     |
| Луч-Энергия      | II               | 2017/18          | 9    | 1    | 1     | 0     | —         | —         | 10    | 1     |
| Сеница           | I                | 2017/18          | 14   | 1    | —     | —     | —         | —         | 14    | 1     |
| Алашкерт         | I                | 2018/19          | 3    | 0    | —     | —     | 6         | 0         | 9     | 0     |
| ВиОн             | I                | 2018/19          | 16   | 1    | 2     | 0     | —         | —         | 18    | 1     |
| Хробры Глогув    | II               | 2019/20          | 4    | 0    | 0     | 0     | —         | —         | 4     | 0     |
| Всего за карьеру | Всего за карьеру | Всего за карьеру | 152  | 12   | 8     | 0     | 6         | 0         | 166   | 12    |